# 鍾德祥
鍾德祥，廣西南寧府宣化縣（今廣西壯族自治區南寧市）人，清朝政治人物、進士出身。
光緒二年，登進士，改庶吉士。光緒三年，任翰林院編修。光緒十年，升任翰林院侍講，處理廣西潘鼎新軍營辦事。光緒十九年，任江南道監察御史。